# Elydnus simplex
Elydnus simplex là một loài bọ cánh cứng trong họ Cerambycidae.